# LGBT nhận con nuôi
LGBT nhận con nuôi (tiếng Anh: LGBT adoption) là việc những người trong cộng đồng LGBT nhận nuôi một đứa trẻ làm con. Việc nhân nuôi có thể là do cả cặp đôi đứng ra làm thủ tục, hoặc một trong hai người nhận, hoặc một người độc thân nhận. LGBT nhận nuôi con là hợp pháp ở 27 quốc gia trên thế giới cùng với nhiều khu vực pháp lý dưới quốc gia và vùng lãnh thổ phụ thuộc. Ngoài ra, một số hình thức của nhận nuôi con riêng cũng được hợp pháp hóa đối với các cặp đôi đồng giới ở 5 quốc gia.

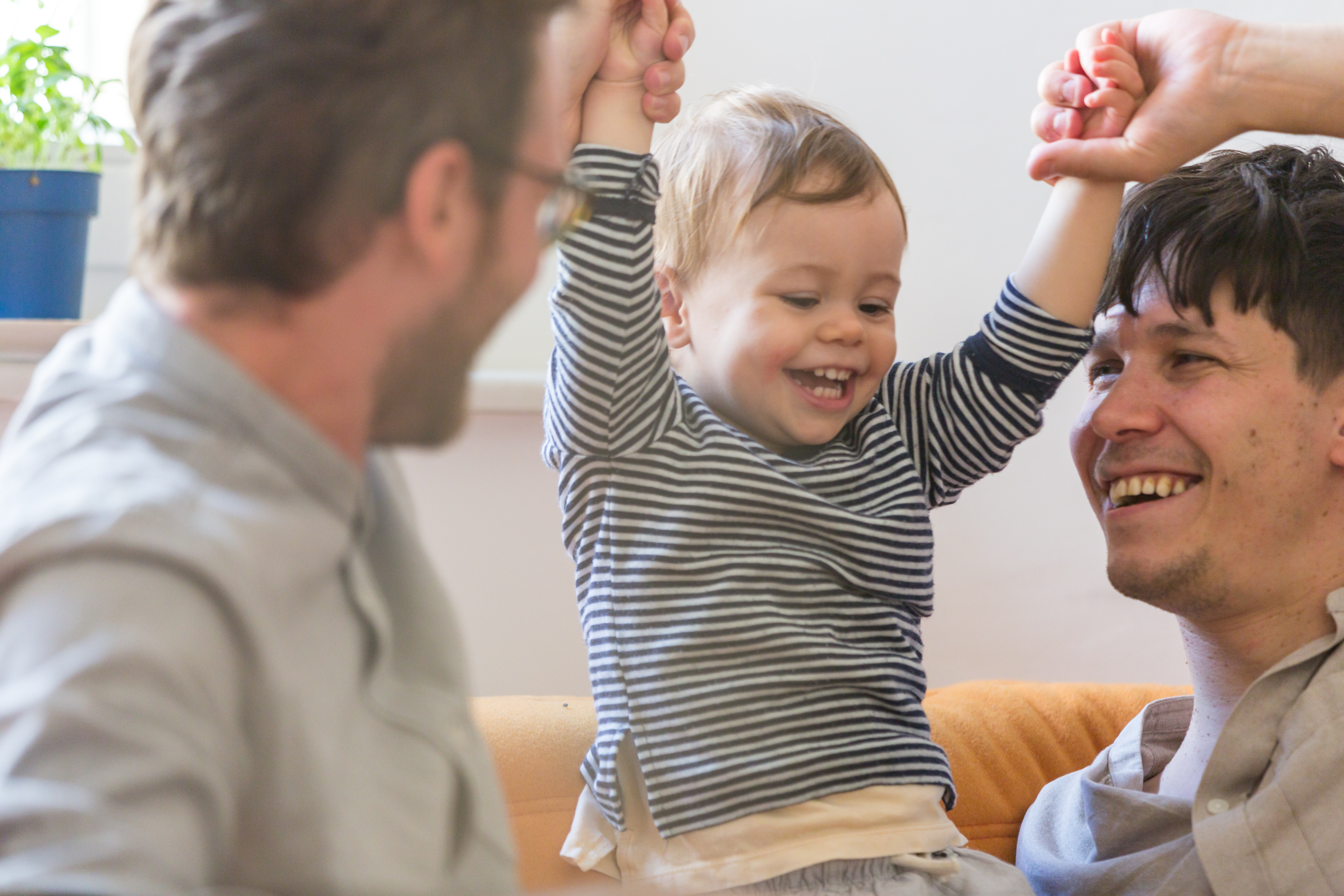

Vì hiến pháp và pháp luật không đề cập đến quyền nhận nuôi của những người thuộc LGBT, các phán quyết của tòa án thường quyết định việc họ có thể làm phụ huynh với tư cách cá nhân hoặc một cặp hay không.

Những người phản đối nhận nuôi ở cộng đồng LGBT đã lập luận rằng việc nuôi dạy con ở cộng đồng LGBT có ảnh hưởng xấu đến trẻ em. Tuy nhiên, các nghiên cứu khoa học liên tục chỉ ra rằng người đồng tính nam và đồng tính nữ phù hợp và có khả năng làm cha mẹ giống như những người dị tính, và con cái của họ cũng khỏe mạnh và hòa nhập tốt về mặt tâm lý như những đứa trẻ được nuôi dưỡng bởi cha mẹ dị tính. Các hiệp hội của các chuyên gia sức khỏe tâm lý lớn ở Mỹ, Canada, và Úc chưa xác định được nghiên cứu thực nghiệm đáng tin nào cho thấy điều ngược lại.

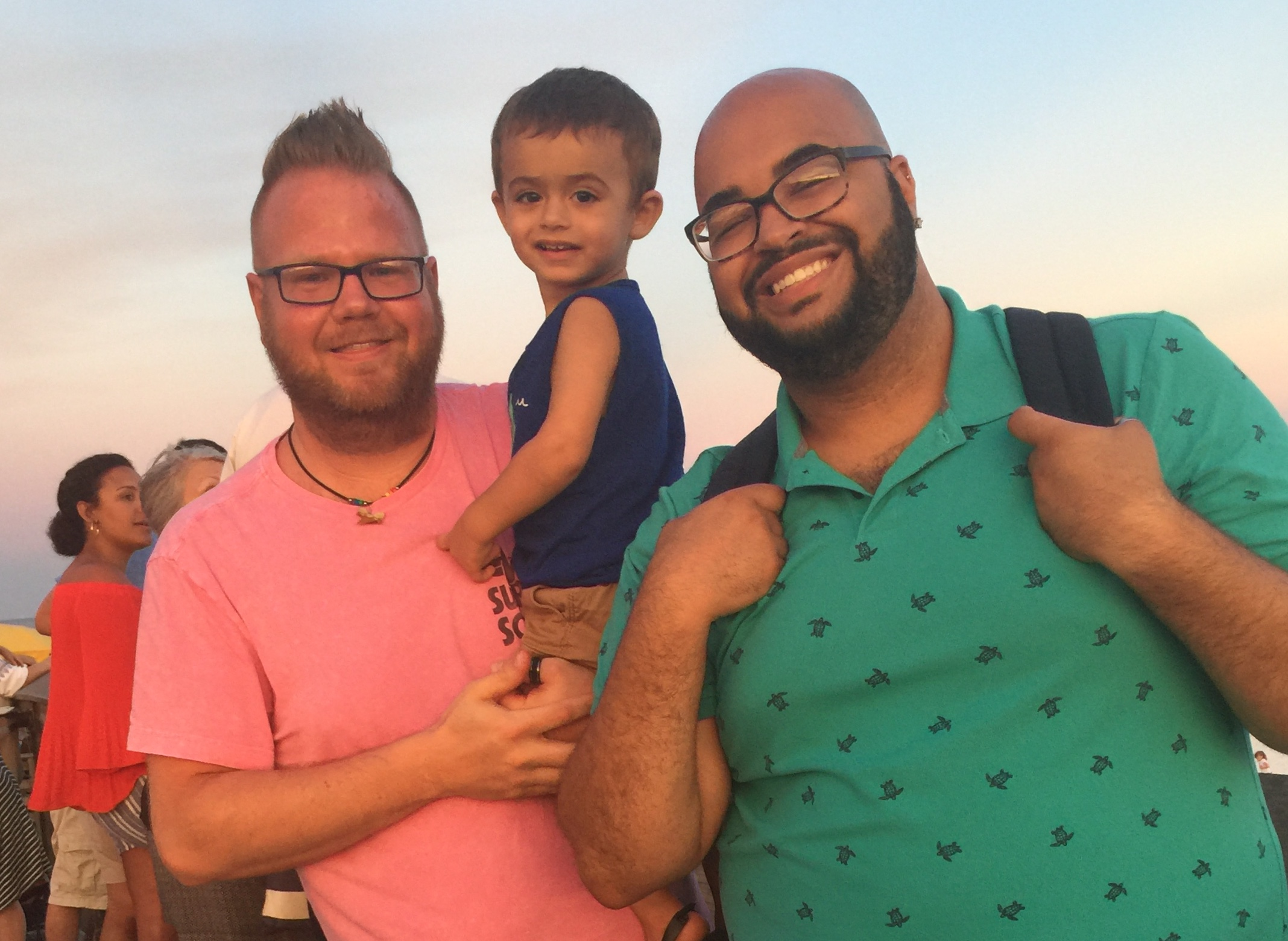
Một cặp đôi đồng tính nam với con

## Nuôi con ở cộng đồng LGBT

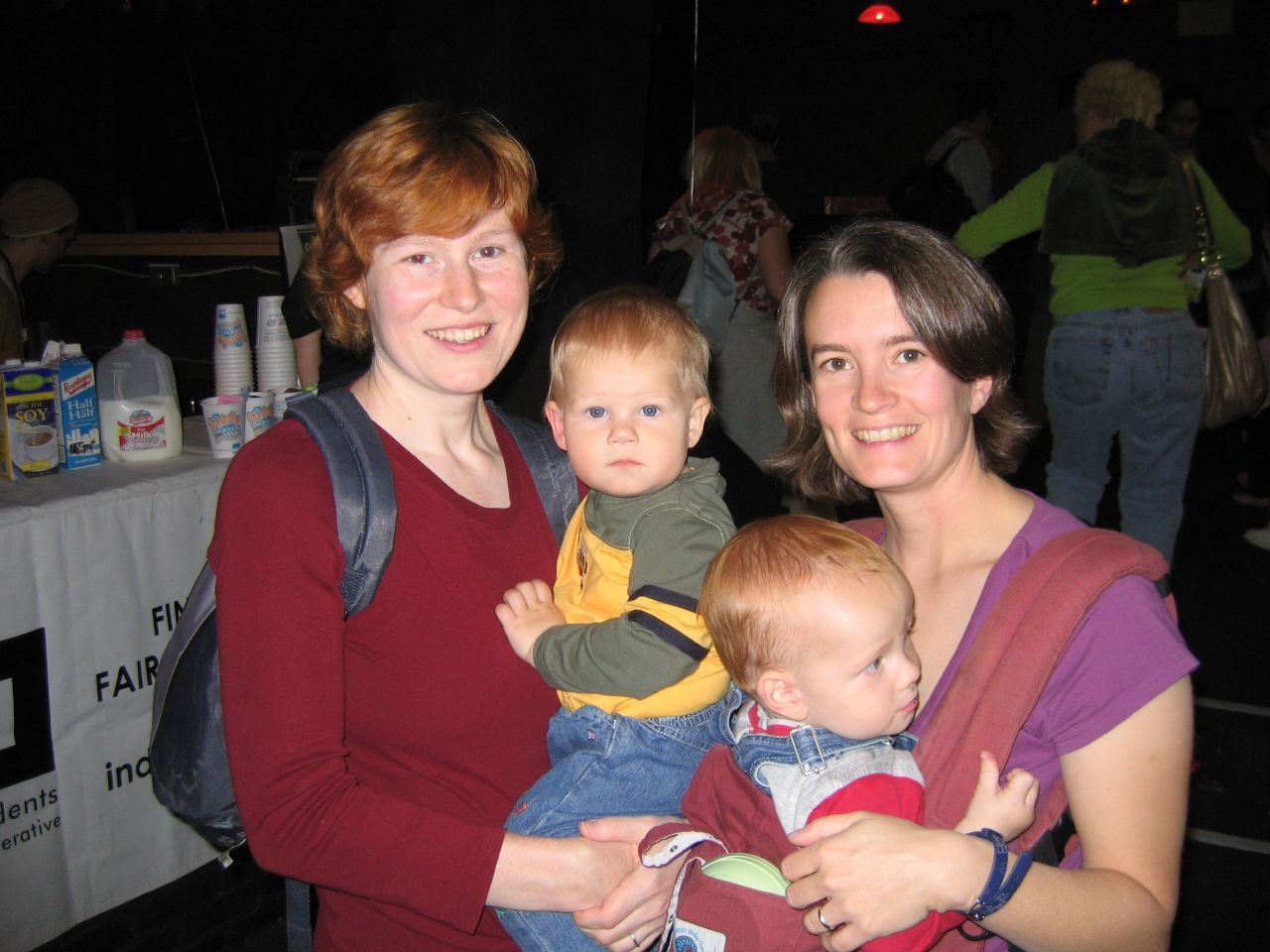
Cặp đôi đồng tính nữ cùng các con

Một lượng lớn các nghiên cứu hiện nay về ảnh hưởng của việc có cha mẹ thuộc LGBT tới con cái có bao gồm những nghiên cứu hạn chế về một trường hợp nhận nuôi cụ thể. Hơn nữa, trong các nghiên cứu có nhắc đến việc nhận nuôi, chúng thường không phân biệt giữa ảnh hưởng đối với những đứa trẻ không cùng huyết thống với những đứa trẻ ở trong gia đình ruột hoặc gia đình có con riêng, làm cho các nghiên cứu về trường hợp nuôi con khái quát hơn ở cộng đồng LGBT được dùng để chống lại luận điệu của những người phản đối việc nhận nuôi ở cộng đồng LGBT. Một nghiên cứu đã giải đáp trực tiếp câu hỏi này, đánh giá sự ảnh hưởng đến những trẻ em dưới 3 tuổi được nhận nuôi bởi 56 hộ gia đình của người đồng tính nữ và đồng tính nam từ khi sơ sinh. Dù có mẫu số liệu nhỏ, và những trẻ em này chưa có ý thức về tình trạng được nhận nuôi của mình hay ảnh hưởng của sự phát triển giới, nghiên cứu không tìm thấy sự liên quan đáng kể nào giữa xu hướng tính dục của phụ huynh với sự thích nghi của đứa trẻ.
Nghiên cứu khoa học cho thấy rằng con cái của các cặp đôi đồng giới cũng thành công như con cái của các cặp đôi khác giới.

## Tranh cãi

### Các lập luận
Việc nhận nuôi trẻ em bởi những người thuộc LGBT đang là một vấn đề tranh cãi hiện nay. Ví dụ, ở Mỹ, luật ngăn chặn người thuộc LGBT nhận nuôi con đã được đưa ra dự thảo ở nhiều khu vực pháp lý; những nỗ lực này đã bị bác bỏ gần như hoàn toàn. Trước 1973, các phiên tòa cấp bang thường cấm những người đồng tính nam và đồng tính nữ được có vai trò phụ huynh, nhất là thông qua việc nhận nuôi con.
Các tổ chức chuyên nghiệp lớn đã tuyên bố bảo vệ việc nhận nuôi bởi các cặp đôi đồng giới. Hiệp hội Tâm lý học Hoa Kỳ đã ủng hộ việc các cặp đôi đồng giới nhận nuôi con, cho rằng các định kiến của xã hội đang làm hại đến sức khỏe tâm thần của những người đồng tính nữ và đồng tính nam, cũng như lưu ý rằng không có bằng chứng nào cho thấy việc họ làm cha mẹ là có hại. Hiệp hội Y khoa Hoa Kỳ đã đưa ra quan điểm tương tự, ủng hộ việc nhận nuôi con bởi đối tác đồng giới, nêu rõ rằng việc thiếu đi sự công nhận chính thức có thể gây ra bất bình đẳng trong chăm sóc sức khỏe đối với trẻ em có phụ huynh đồng giới.
Những lập luận sau được đưa ra để ủng hộ việc nhận nuôi con bởi phụ huynh thuộc LGBT:
- Trẻ em có quyền được có gia đình, người giám hộ hoặc người có thể chăm sóc cho sức khỏe của mình[23]
- Quyền con người – quyền có cuộc sống gia đình của con cái và của người làm phụ huynh[24][25]
- Hầu như không có sự khác biệt nào giữa những trẻ em được nuôi dưỡng bởi các cặp đôi đồng giới hoặc dị tính.[26][27][28] Vì lý do đó, xu hướng tính dục của phụ huynh hầu như không liên quan gì đến việc nuôi dưỡng một đứa trẻ[29]
- Các bằng chứng xác nhận rằng, bất chấp các luận điệu của những người phản đối việc người thuộc LGBT+,[30] làm phụ huynh, các cặp đôi đồng giới có thể cung cấp những điều kiện tốt để nuôi dưỡng một đứa trẻ[31][32][33]
- Đối với đứa con, được nhận nuôi tốt hơn là cảnh mồ côi[34][35][36][37][38]
- Có ít nghi thức đối với cha mẹ kế trong cuộc sống thường ngày hơn, cũng như trường hợp một người cha mẹ ruột của đứa trẻ qua đời[39][40]

Những lập luận sau được đưa ra để phản đối việc nhận nuôi con bởi phụ huynh thuộc LGBT+:
- Có nhiều cơ sở nhận nuôi dựa trên đức tin – việc ủng hộ phụ huynh thuộc LGBTQ+ có thể đi ngược lại với tôn giáo của họ.[41]
- Một số người nghĩ rằng trẻ em cần có một bố và một mẹ, thay vì cả hai bố hoặc cả hai mẹ, hoặc không có cả hai (phi nhị nguyên giới). Họ cho rằng một giới có thể dạy cho con cái mình những thứ nhất định mà giới kia không làm được.[42][43]
- Một số người nghĩ rằng trẻ em được nuôi dưỡng ở các hộ gia đình của phụ huynh đồng giới (hoặc nói cách khác là LGBTQ+) sẽ có nguy cơ phải trải qua bức bối giới và tính dục cao hơn.[42]
- Có rất nhiều quan niệm về các vai trò giới điển hình, bao gồm những điều người bố và người mẹ nên làm trong nhà, cũng như phụ nữ cần "xây tổ ấm" cho đàn ông.[42]

### Dư luận
| Quốc gia       | Đơn vị thăm dò ý kiến   | Năm  | Ủng hộ | Phản đối | Không biết/trung lập/không có câu trả lời/khác |
| -------------- | ----------------------- | ---- | ------ | -------- | ---------------------------------------------- |
| Áo             | IMAS                    | 2015 | 46%    | 48%      | 6%                                             |
| Bỉ             | Ipsos                   | 2021 | 72%    | 21%      | 7%                                             |
| Bulgaria       | Eurobarometer           | 2006 | 12%    | 68%      | 20%                                            |
| Síp            | Eurobarometer           | 2006 | 10%    | 86%      | 4%                                             |
| Cộng Hòa Séc   | CVVM                    | 2019 | 47%    | 47%      | 6%                                             |
| Đan Mạch       | Pew Research Center     | 2017 | 75%    | -        | -                                              |
| Estonia        | ASi                     | 2012 | 26%    | 66%      | 8%                                             |
| Phần Lan       | Taloustutkimus          | 2013 | 51%    | 42%      | 7%                                             |
| Pháp           | Ipsos                   | 2021 | 62%    | 29%      | 10%                                            |
| Đức            | Ipsos                   | 2021 | 69%    | 24%      | 6%                                             |
| Hy Lạp         | KAPA Research           | 2020 | 40%    | 57%      | 3%                                             |
| Hungary        | Ipsos                   | 2021 | 59%    | 36%      | 5%                                             |
| Ireland        | Red C Poll              | 2011 | 60%    | -        | -                                              |
| Ý              | Ipsos                   | 2021 | 59%    | 36%      | 5%                                             |
| Latvia         | Eurobarometer           | 2006 | 8%     | 89%      | 3%                                             |
| Litva          | Eurobarometer           | 2006 | 12%    | 82%      | 6%                                             |
| Luxembourg     | Politmonitor            | 2013 | 55%    | 44%      | 1%                                             |
| Malta          | Misco                   | 2014 | 20%    | 80%      | -                                              |
| Hà Lan         | Ipsos                   | 2021 | 83%    | 12%      | 5%                                             |
| Na Uy          | YouGov                  | 2012 | 54%    | 34%      | 12%                                            |
| Ba Lan         | Ipsos                   | 2021 | 33%    | 58%      | 10%                                            |
| Bồ Đào Nha     | Pew Research Center     | 2017 | 59%    | 28%      | 13%                                            |
| Romania        | Eurobarometer           | 2006 | 8%     | 82%      | 10%                                            |
| Nga            | Ipsos                   | 2021 | 23%    | 67%      | 10%                                            |
| Serbia         | GSA                     | 2010 | 8%     | 79%      | 13%                                            |
| Slovakia       | Eurobarometer           | 2006 | 12%    | 84%      | 4%                                             |
| Slovenia       | Delo Stik               | 2015 | 38%    | 55%      | 7%                                             |
| Tây Ban Nha    | Ipsos                   | 2021 | 77%    | 17%      | 6%                                             |
| Thụy Điển      | Ipsos                   | 2021 | 79%    | 17%      | 4%                                             |
| Thụy Sĩ        | Pink Cross              | 2020 | 67%    | 30%      | 3%                                             |
| Ukraine        | Gay Alliance of Ukraine | 2013 | 7%     | 68%      | 12% 13% cho phép một số ngoại lệ               |
| Vương quốc Anh | Ipsos                   | 2021 | 72%    | 19%      | 9%                                             |

| Quốc gia  | Đơn vị khảo sát ý kiến | Năm  | Ủng hộ | Phản đối | Không biết/trung lập/không có câu trả lời/khác |
| --------- | ---------------------- | ---- | ------ | -------- | ---------------------------------------------- |
| Argentina | Ipsos                  | 2021 | 73%    | 21%      | 6%                                             |
| Brazil    | Ipsos                  | 2021 | 69%    | 25%      | 7%                                             |
| Canada    | Ipsos                  | 2021 | 81%    | 13%      | 6%                                             |
| Chile     | CADEM                  | 2021 | 61%    | 37%      | 2%                                             |
| Colombia  | Ipsos                  | 2021 | 46%    | 44%      | 8%                                             |
| Mexico    | Ipsos                  | 2021 | 59%    | 34%      | 7%                                             |
| Peru      | Ipsos                  | 2021 | 41%    | 52%      | 7%                                             |
| Hoa Kỳ    | Ipsos                  | 2021 | 72%    | 22%      | 6%                                             |

| Quốc gia    | Đơn vị khảo sát ý kiến | Năm  | Ủng hộ | Phản đối | Không biết/trung lập/không có câu trả lời/khác |
| ----------- | ---------------------- | ---- | ------ | -------- | ---------------------------------------------- |
| Úc          | Ipsos                  | 2021 | 71%    | 21%      | 8%                                             |
| New Zealand | Research New Zealand   | 2012 | 64%    | 31%      | 5%                                             |

| Quốc gia   | Đơn vị khảo sát  | Năm  | Ủng hộ | Phản đối | Không biết/trung lập/không có câu trả lời/khác |
| ---------- | ---------------- | ---- | ------ | -------- | ---------------------------------------------- |
| Trung Quốc | Ipsos            | 2021 | 66%    | 30%      | 4%                                             |
| Ấn Độ      | Ipsos            | 2021 | 66%    | 21%      | 13%                                            |
| Israel     | Midgam Institute | 2017 | 60%    | -        | -                                              |
| Nhật Bản   | Ipsos            | 2021 | 68%    | 20%      | 13%                                            |
| Malaysia   | Ipsos            | 2021 | 24%    | 65%      | 11%                                            |
| Nga        | Ipsos            | 2021 | 23%    | 67%      | 10%                                            |
| Hàn Quốc   | Ipsos            | 2021 | 46%    | 45%      | 9%                                             |
| Thổ Nhĩ Kỳ | Ipsos            | 2021 | 39%    | 44%      | 18%                                            |

| Quốc gia | Pollster | Năm  | Ủng hộ | Phản đối | Không biết/trung lập/không có câu trả lời/khác |
| -------- | -------- | ---- | ------ | -------- | ---------------------------------------------- |
| Nam Phi  | Ipsos    | 2021 | 69%    | 23%      | 8%                                             |

### Các cuộc tranh luận toàn quốc
Tính đến  tháng 9 năm 2021,có các cuộc tranh luận cấp quốc gia về quyền làm cha mẹ của người thuộc cộng đồng LGBT ở các quốc gia sau:
- Chile[67][68]
- Cộng hòa Séc (con riêng hoặc con nuôi một phần)[69]

## Tình trạng pháp lý

Tình trạng pháp lý của việc nhận con nuôi của các cặp đồng tính trên khắp thế giới:
Cho phép các cặp đồng giới nhận con nuôi chung
Cho phép người còn lại của cặp đôi thực hiện nhận nuôi con mà không làm ảnh hưởng đến quyền làm cha mẹ của người kia
Không có luật nào cho phép các cặp đôi đồng giới nhận con nuôi

Việc nhận con nuôi của các cặp đồng tính là hợp pháp ở các quốc gia sau:
- Andorra (2014)[70]
- Argentina (2010)[71]
- Úc (khu vực tài phán đầu tiên 2002, khu vực tài phán cuối cùng 2018)
- Áo (2016)[72]
- Bỉ (2006)[73]
- Brazil (2010)[74]
- Canada (khu vực pháp lý đầu tiên 1996, khu vực pháp lý cuối cùng năm 2011)[75][76]
- Colombia (2015)[77]
- Costa Rica (2020)
- Croatia (Bạn đời-Người giám hộ từ năm 2014;[78] nhận nuôi chung hoàn toàn từ năm 2021)
- Đan Mạch (2010)[79]
  - Greenland (2016)[80]
  - Quần đảo Faroe (2017)[81]
- Phần Lan (2017)[82]
- Pháp (2013)[83]
- Đức (2017)[84]
- Iceland (2006)[85]
- Ireland (2015)[86]
- Israel (2008)
- Luxembourg (2015)[87][88]
- Malta (2014)[89]
- Hà Lan (2001)[90]
- New Zealand (2013)[90]
- Na Uy (2009)[91]
- Bồ Đào Nha (2016)[92]
- Nam Phi (2002)[93]
- Tây Ban Nha (2005)[94]
- Thụy Điển (2003)[95]
- Vương quốc Anh
  - Anh và xứ Wales (2005)[96]
  - Scotland (2009)[97]
  - Bắc Ireland (2013)[98][99]
- Hoa Kỳ (khu vực tài phán đầu tiên 1993, khu vực tài phán cuối cùng năm 2017)[100][101][102][103]
- Uruguay (2009)[104][105]

Việc các cặp đồng tính nhận con nuôi chung là hợp pháp tại các khu vực pháp lý địa phương hoặc các vùng lãnh thổ phụ thuộc sau đây:
- Lãnh thổ phụ thuộc của Hoàng gia Anh (UK Crown Dependencies) và Lãnh thổ hải ngoại thuộc Anh:
  - Bermuda (2015)[106]
  - Quần đảo Cayman(2019)
  - Gibraltar (2014)[107]
  - Guernsey (2017)[108]
  - Đảo Man (2011)[109]
  - Jersey (2012)[110]
  - Quần đảo Pitcairn (2015)[111]
  - Quần đảo Falkland (2017)[112]
  - Saint Helena, Ascension và Tristan da Cunha (2017)[113]
- Mexico :
  - Aguascalientes (2019)[114]
  - Baja California (2017)
  - Campeche (2016)[115]
  - Chiapas (2017)[116]
  - Chihuahua (2017)
  - Coahuila (2014)[117]
  - Colima (2016)[118]
  - Hidalgo (2019)
  - Thành phố Mexico (2010)[119]
  - Michoacán (2016) [120]
  - Morelos (2016) [121]
  - Nayarit (2019)
  - San Luis Potosí (2019)[122]
  - Puebla (2017)
  - Veracruz (2016)[123]
  - Querétaro (2017)[124]
- Caribe Hà Lan (2012)[125]

Các quốc gia sau đây cho phép nhận con riêng làm con nuôi, trong đó một cá nhân trong mối quan hệ có thể nhận con đẻ và con nuôi của người bạn đời của mình:
- Estonia (2016)[126]
- Ý (2016 - trên cơ sở từng trường hợp)[127]
- Slovenia (2011)[128][129]
- Thụy Sĩ (2018;[130] đề xuất nhận nuôi chung, tùy thuộc vào cuộc trưng cầu dân ý sắp tới)
- San Marino (2018)[131]
- Đài Loan (2019)[132]
- Liechtenstein (2021)[133]

### Châu Phi

#### Nam Phi
Nam Phi là quốc gia châu Phi duy nhất cho phép các cặp đồng tính nhận con nuôi chung. Quyết định năm 2002 của Tòa án Hiến pháp trong trường hợp của Du Toit v Bộ trưởng Bộ Phúc lợi và Phát triển Dân số đã sửa đổi Đạo luật Chăm sóc Trẻ em, năm 1983  từ đó cho phép cả nhận con nuôi chung và nhận con nuôi là con riêng bởi "những cặp bạn đời đồng giới lâu bền" (permanent same-sex life partners). Đạo luật Chăm sóc Trẻ em kể từ đó đã được thay thế bởi Đạo luật Trẻ em năm 2005, cho phép "bạn đời trong mối quan hệ gia đình lâu bền" (partners in a permanent domestic life-partnership)cho dù họ là người đồng giới hay khác giới nhận con nuôi chung, và cho phép người bạn đời bền lâu nhận nuôi  con của bạn đời mình - phụ huynh hiện tại của đứa trẻ với tư cách là cha mẹ kế. Hôn nhân đồng giới được hợp pháp hóa từ năm 2006, và ngang bằng với hôn nhân khác giới trong mọi mặt, kể cả nhận con nuôi.

### Châu Mỹ

Tình trạng pháp lý của việc nhận con nuôi của các cặp đồng tính ở Bắc Mỹ:
Hợp pháp hóa nhận con nuôi chung
Không có luật nào cho phép các cặp đồng tính nhận con nuôi

Tình trạng pháp lý của việc nhận con nuôi của các cặp đồng giới ở Nam Mỹ
Hợp pháp
Bất hợp pháp
Đồng tính luyến ái là bất hợp pháp
Không xác định/không rõ ràng

#### Canada
Canada không có luật trên toàn quốc hợp pháp hóa việc nhận con nuôi đồng giới, mà có đạo luật cấp tỉnh nhỏ hơn  bao trùm toàn bộ quốc gia. Việc hợp pháp hóa việc nhận con nuôi bởi các cặp đồng giới ở Canada bắt đầu với tỉnh British Columbia vào năm 1996 và được hoàn tất với tỉnh Nunavut vào năm 2011. Đến năm 2013, một cuộc khảo sát của Ipsos Global cho thấy 70% người Canada chấp thuận việc các cặp đồng giới nhận con nuôi ở một mức độ nào đó với 45% tán thành mạnh mẽ.

#### Chile
Ở Chile, các cặp đồng tính được phép đăng ký nhận con nuôi. Nếu những người nộp đơn được công nhận là phù hợp để nhận nuôi, về mặt pháp lý, chỉ một trong số họ sẽ là cha mẹ hợp pháp của đứa trẻ. Một cuộc khảo sát năm 2017 cho thấy 45% người Chile ủng hộ việc các cặp đồng giới nhận con nuôi, trong khi 50% phản đối.

#### Colombia
Vào ngày 4 tháng 11 năm 2015, trong phán quyết 6-2 của Tòa án Hiến pháp, Colombia đã quyết định cho phép những người trong cộng đồng LGBT nhận con nuôi. Phán quyết được đưa ra trước khi hôn nhân đồng giới được hợp pháp ở nước này vào ngày 28 tháng 4 năm 2016.

#### Honduras
Kể từ tháng 5 năm 2019, Tòa án Tối cao Honduras dự kiến sẽ đưa ra phán quyết liên quan đến hôn nhân đồng giới và nhận con nuôi.

#### Mexico
Tại Thành phố Mexico, Hội đồng Lập pháp của Đặc khu Liên bang đã thông qua luật cho phép các cặp đôi đồng giới nhận con nuôi vào ngày 21 tháng 12 năm 2009. Tám ngày sau, Thủ tướng ("Thị trưởng") Marcelo Ebrard đã ký dự luật thành luật, chính thức có hiệu lực vào ngày 4 tháng 3 năm 2010.
Vào ngày 24 tháng 11 năm 2011, Tòa án tối cao Coahuila đã bác bỏ luật của bang cấm các cặp đôi đồng giới nhận con nuôi, thúc giục cơ quan lập pháp của bang sửa đổi luật nhận con nuôi càng sớm càng tốt. Vào ngày 12 tháng 2 năm 2014, quốc hội đã hoàn toàn thông qua biện pháp hơn hai năm sau quyết định của tòa án tối cao.
Vào ngày 3 tháng 2 năm 2017, SCJN đã phát hành tesis 08/2017, tuyên bố rằng gia đình của cộng đồng LGBT không chỉ dừng lại ở việc là cặp đôi, mà nó còn mở rộng đến quyền có con và quyền nuôi dạy con cái. Vì vậy, các cặp đôi LGBT muốn lập gia đình và nhận con nuôi sẽ được bảo vệ về mặt pháp lý và không thể bị giới hạn bởi bất kỳ tổ chức chính phủ nào.

#### Hoa Kỳ
Việc nhận con nuôi của các cá nhân LGBT hoặc các cặp đồng giới là hợp pháp ở tất cả 50 tiểu bang kể từ tháng 6 năm 2017.

#### Uruguay
Luật nhận con nuôi do chính phủ tài trợ ở Uruguay cho phép người thuộc cộng đồng LGBT nhận con nuôi đã được hạ viện thông qua vào ngày 28 tháng 8 năm 2009 và bởi Thượng viện vào ngày 9 tháng 9 năm 2009. Vào tháng 10 năm 2009, luật đã được Tổng thống ký và có hiệu lực. Theo Equipos Mori Poll's, 53% người Uruguay phản đối việc cho người đồng tính nhận con nuôi so với 39% ủng hộ việc này. Cuộc thăm dò của Interconsult được thực hiện vào năm 2008 cho thấy rằng 49% phản đối việc cho người đồng tính nhận con nuôi so với 35% ủng hộ nó.

### Châu Á
Quyền nhận con nuôi của LGBT ở châu Á hầu như không tồn tại, ngoại trừ ở Israel. Một số nước châu Á vẫn coi các hoạt động đồng giới là bất hợp pháp, không có luật chống phân biệt đối xử, đây là một trở ngại từ việc lập pháp cho việc các thành viên trong cộng đồng LGBT nhận con nuôi.

#### Israel
Một phán quyết tháng 1 năm 2005 của Tòa án tối cao Israel cho phép nhận nuôi con riêng đối với các cặp đôi đồng giới. Israel trước đây đã cho phép quyền đồng giám hộ hạn chế đối với những người không phải cha mẹ ruột. Vào tháng 2 năm 2008, một tòa án ở Israel đã ra phán quyết rằng các cặp đồng tính hiện được phép nhận con nuôi bất kể đứa trẻ đó có liên quan về mặt sinh học hay không với cha hoặc mẹ. Điều này đánh dấu một bước ngoặt trong việc trao quyền bình đẳng cho tất cả những người đồng tính ở Israel.

Tình trạng pháp lý của việc nhận con nuôi của các cặp đồng giới ở một phần Tây Á và Ai Cập
Được hợp pháp cho người đồng tính
Đồng tính luyến ái là bất hợp pháp
Không có luật / không xác định / không rõ ràng

#### Đài Loan
Các cặp đôi đồng giới có thể nhận con nuôi một cách hợp pháp. Tuy nhiên, họ chỉ có thể nhận nuôi con ruột của bạn đời họ (còn gọi là nhận con riêng làm nuôi). Luật Đài Loan chỉ cho phép những người đã kết hôn nhận con nuôi, nhưng cũng cho phép các cá nhân độc thân nhận con nuôi, tùy thuộc vào hoàn cảnh, bao gồm cả những người thuộc cộng đồng LGBT. Luật hôn nhân đồng giới (đã được Viện Lập pháp thông qua vào tháng 5 năm 2019)  cho các cặp đồng giới quyền nhận con nuôi có quan hệ ruột thịt với bạn đời của mình.

### Châu Âu

Tình trạng pháp lý của việc nhận con nuôi của các cặp đồng giới ở Châu Âu:
Được hợp pháp nhận con nuôi chung
Được hợp pháp nhận con riêng của bạn đời^{1}
Không có luật cho phép các cặp đôi đồng giới nhận con nuôi
^{1}Ở Ý, việc nhận con riêng chỉ có thể được thực hiện theo lệnh của tòa án theo tiền lệ pháp.

Vào tháng 2 năm 2006,Tòa Thưởng phẩm Tối cao của Pháp đã ra phán quyết rằng cả hai người trong một mối quan hệ đồng giới đều có thể có quyền làm cha mẹ đối với con riêng của một người còn lại. Kết quả đến từ một trường hợp một phụ nữ cố gắng trao quyền làm cha mẹ của hai con gái cho người bạn đời của cô ấy, người mà cô ấy đang ở trong một mối quan hệ dân sự. Tuy nhiên, trong trường hợp nhận con nuôi, vào tháng 2 năm 2007, tòa án đó đã ra phán quyết chống lại một cặp đồng tính nữ trong đó một người đã cố gắng nhận con riêng của người kia làm con nuôi. Tòa án tuyên bố rằng bạn đời của người phụ nữ không thể được công nhận trừ khi người mẹ rút quyền làm cha mẹ của chính mình. Vào ngày 17 tháng 5 năm 2013, Tổng thống Pháp François Hollande đã ký dự luật thành luật cho phép các quyền kết hôn và nhận con nuôi liên quan đến các cặp đôi đồng giới.
Năm 1998, một giáo viên trường mẫu giáo đến từ Lons-le-Saunier, sống chung với tư cách một cặp đôi với một người phụ nữ khác, đã nộp đơn cho chính quyền địa phương - tỉnh ("département") Jura xin nhận nuôi một đứa trẻ. Hội đồng nhận nuôi cho ý kiến phản đối đơn này vì đứa trẻ sẽ thiếu đi hình bóng người cha. Do đó, người đứng đầu tỉnh đã bác bỏ đơn này. Vụ việc này đã được kháng cáo trước tòa án hành chính và kết thúc trước Hội đồng Nhà nước thi hành với tư cách tòa án hành chính tối cao, và đã chống lại người phụ nữ đó. Tòa án Nhân quyền Châu Âu kết luận rằng những hành động và quyết định trên đã vi phạm Điều 14 cùng với Điều 8 của Công ước Châu Âu về Nhân quyền.
Ngày 2 tháng 6 năm 2006, Quốc hội Iceland đã nhất trí thông qua kiến nghị chấp nhận nhận nuôi, nuôi dạy và trợ giúp thụ tinh nhân tạo cho những cặp đôi đồng giới tương tự với các cặp dị tính. Đạo luật này có hiệu lực từ ngày 27 tháng 6 năm 2006.
Ở Bulgaria, theo Bộ Tư pháp, những điều luật nói về việc nhận nuôi "có thể xê dịch so với lẽ thường, trong trường hợp này là xu hướng tính dục của các cá nhân". Do đó, một người đồng tính độc thân hoặc những cặp đồng giới có thể nhận nuôi trẻ.
Vào ngày 17 tháng 5 năm 2013, Quốc hội Bồ Đào Nha đã chấp thuận một dự luật trong lần đọc thứ nhất, cho phép việc "cùng nhận nuôi" trẻ cùng huyết thống hoặc trẻ được nhận nuôi bởi người bạn đời hoặc người yêu đồng giới, trong trường hợp người bạn đời hoặc người yêu đó là phụ huynh duy nhất được nhận diện trên mặt luật pháp của đứa trẻ (ví dụ người mẹ với người cha huyết thống không đăng ký trên giấy tờ). Tuy nhiên, vào tháng 10 năm 2013, những thành viên quốc hội phản đối dự luật trên đã yêu cầu một cuộc trưng cầu dân ý về vấn đề này và đã hủy bỏ đề nghị bỏ phiếu toàn thể lần hai. Sau đó, đề nghị về một cuộc trưng cầu dân ý có thể xảy ra đã được xem xét, nhưng Tòa án Hiến pháp đã tuyên bố điều này là trái với hiến pháp. Vào ngày 14 tháng 3 năm 2014, dự luật ban đầu bị bác bỏ trong lần đọc thứ hai. Vào ngày 20 tháng 11 năm 2015, 5 đề xuất tới từ một số đảng cánh tả đã được Quốc hội mới bỏ phiếu ủng hộ theo như kết quả cuộc tổng tuyển cử ngày 4 tháng 10.
Vào tháng 7 năm 2014, thông qua Đạo luật Bạn đời, Croatia đã thừa nhận một chế định giống với nhận nuôi con riêng, được gọi là đối tác-người giám hộ. Một người trong cặp đôi mà không phải cha mẹ đẻ của đứa bé có thể chia sẻ trách nhiệm làm cha mẹ với cha/mẹ đẻ hoặc cả hai nếu họ đồng ý, hoặc là nếu tòa án ra quyết định đây là điều tốt nhất cho đứa trẻ. Ngoài ra, cha/mẹ đẻ hoặc cả hai có thể giao mọi trách nhiệm trông nom trong một thời gian cho một người trong cặp đôi mà không phải là cha/mẹ đẻ. Một người trong cặp đôi mà không phải là cha mẹ đẻ cũng có thể giành được trách nhiệm làm cha mẹ vĩnh viễn thông qua chế định liên quan tới đối tác-người giám hộ nếu cha và mẹ đẻ của đứa trẻ đã chết, hoặc hi hữu là nếu không biết một trong hai người sinh ra đứa trẻ, và nếu tòa án quyết định đây là điều tốt nhất cho đứa trẻ.
Vào tháng 1 năm 2015, Tòa án Hiến pháp Áo thấy rằng những đạo luật có sẵn về nhận nuôi đi ngược với hiến pháp và yêu cầu thay đổi bộ luật trước ngày 31 tháng 12 năm 2015,cho phép các cặp đôi đồng giới ở Áo nhận nuôi con chung.
Vào ngày 6 tháng 4 năm 2015, được Quốc hội thông qua vào tháng 5 năm 2015, Đạo luật về các mối quan hệ trẻ em và gia đình 2015 (mở rộng quyền lợi nhận nuôi trẻ cho những cặp đôi sống chung hoặc đang kết hợp dân sự) đã được ban hành bởi Tổng thống Ireland. Đạo luật có hiệu lực một năm sau đó, vào ngày 6 tháng 4 năm 2016.
Vào ngày 20 tháng 11 năm 2015, với 141 phiếu thuận, 87 phiếu chống và 2 phiếu trắng, Quốc hội Bồ Đào Nha đã thông qua công văn được đưa lên bởi tất cả các đảng phái (trừ đảng cánh hữu PàF) cho phép nhận nuôi đồng giới. Vào ngày 26 tháng 1 năm 2016, Tổng thống thuộc đảng bảo thủ Bồ Đào Nha Aníbal Cavaco Silva đã phủ quyết đạo luật này. Một tuần sau đó, Quốc hội Bồ Đào Nha đã bác phủ quyết trên. Đạo luật có hiệu lực từ ngày 1 tháng 3 năm 2016.
Vào ngày 22 tháng 6 năm 2016,Tòa án tối cao Cassation ở Ý đã ủng hộ quyết định của một tòa cấp thấp là đã chấp nhận đề nghị được nhận nuôi con gái người yêu mình của một người đồng tính nữ. Các công tố viên đã kháng lại quyết định của Tòa phúc thẩm Rome. Những quyết định của Tòa án tối cao đã trở thành tiền lệ.
Vào tháng 12 năm 2020, luật pháp Hungary đã cấm các cặp đôi đồng giới nhận nuôi trong hiến pháp của mình.
Vào tháng 4 năm 2021, một tòa án ở Croatia đã ra phán quyết rằng những người đồng giới có quyền nhận con nuôi chung.

### Châu Đại Dương

#### Úc
Tại Úc, nhận con nuôi đồng giới được hợp pháp hóa ở tất cả các bang và lãnh thổ từ tháng 4 năm 2018.

#### New Zealand
Đạo luật sửa đổi về Hôn nhân (Định nghĩa về Hôn nhân) năm 2013, có hiệu lực vào ngày 19 tháng 8 năm 2013, công nhận hôn nhân đồng tính  và cho phép các cặp đồng tính đã kết hôn cùng nhận con nuôi. Trước đó, một cá nhân LGBT có thể nhận con nuôi, nhưng các cặp đồng tính thì không thể nhận con nuôi chung.
Hiện tại, không có rào cản cụ thể nào ngăn cản một cá nhân LGBT nhận con nuôi, ngoại trừ việc một cá nhân nam không được nhận con nuôi là nữ. Luật hôn nhân đồng giới có hiệu lực từ ngày 19 tháng 8 năm 2013, và kể từ đó các cặp đồng giới đã kết hôn có thể nhận con chung. Các cặp vợ chồng chưa kết hôn thuộc bất kỳ giới tính nào và các cặp đôi trong mối quan hệ kết hợp dân sự có thể cùng nhau nhận con nuôi, theo phán quyết của Tòa án Tối cao New Zealand vào tháng 12 năm 2015. Lệnh cấm đã vi phạm Đạo luật về Quyền của New Zealand năm 1990. Độ tuổi tối thiểu để nhận con nuôi ở New Zealand là 20 tuổi đối với trẻ có quan hệ họ hàng và 25 tuổi hoặc tuổi của trẻ cộng thêm 20 tuổi (tùy theo mức nào lớn hơn) đối với trẻ không có quan hệ huyết thống.

## Sơ lược luật theo thẩm quyền
| Quốc gia       | Cá nhân LGBT có thể yêu cầu nhận con nuôi | Cặp đôi đồng giới có thể cùng yêu cầu                                                                                         | Bạn tình đồng giới có thể yêu cầu nhận con của người yêu làm con nuôi | Các cặp vợ chồng đồng giới được phép nhận nuôi hoặc nuôi dưỡng con riêng |
| -------------- | --- | --- | --------------------------------------------------------------------- | ------------------------------------------------------------------------ |
| Andorra        | Được phép | Được phép | Được phép                                                             | Được phép                                                                |
| Áo             | Được phép | Được phép | Được phép                                                             | Được phép (except state of Lower Austria)                                |
| Bỉ             | Được phép | Được phép | Được phép                                                             | Được phép                                                                |
| Belarus        | Không được phép | Không được phép | Không được phép                                                       | Không được phép                                                          |
| Bulgaria       | Được phép | Không được phép | Không được phép                                                       | Không được phép                                                          |
| Croatia        | Được phép | Được phép | Được phép                                                             | Được phép                                                                |
| Cộng hòa Séc   | Được phép | Được phép/không được phép (Các cặp đồng tính có thể nhận con nuôi, tuy nhiên chỉ một người được công nhận là cha mẹ hợp pháp) | Không được phép (luật dự thảo đang chờ xử lý)                         | Được phép                                                                |
| Cộng hòa Síp   | Được phép | Không được phép | Không được phép                                                       | Không được phép                                                          |
| Đan Mạch       | Được phép | Được phép | Được phép                                                             | Được phép                                                                |
| Estonia        | Được phép | Không được phép (nhưng các cặp vợ chồng trong đó cả hai người đều vô sinh có thể nhận con nuôi)                               | Được phép                                                             | Được phép                                                                |
| Quần đảo Faroe | Được phép | Được phép | Được phép                                                             | Được phép                                                                |
| Phần Lan       | Được phép | Được phép | Được phép                                                             | Được phép                                                                |
| Pháp           | Được phép | Được phép | Được phép                                                             | Được phép                                                                |
| Đức            | Được phép | Được phép | Được phép                                                             | Được phép                                                                |
| Gibraltar      | Được phép | Được phép | Được phép                                                             | Được phép                                                                |
| Hy Lạp         | Được phép | Không được phép | Không được phép                                                       | Được phép                                                                |
| Guernsey       | Được phép | Được phép | Được phép                                                             | Được phép                                                                |
| Hungary        | Không được phép | Không được phép | Không được phép                                                       | Không được phép                                                          |
| Iceland        | Được phép | Được phép | Được phép                                                             | Được phép                                                                |
| Ireland        | Được phép | Được phép | Được phép                                                             | Được phép                                                                |
| Đảo Man        | Được phép | Được phép | Được phép                                                             | Được phép                                                                |
| Ý              | Không được phép (những người độc thân chỉ có thể nhận con nuôi trong những trường hợp đặc biệt, không phụ thuộc vào xu hướng tính dục của họ) | Không được phép | Không được phép (có thể có ngoại lệ)                                  | Không được phép (có thể có ngoại lệ)                                     |
| Jersey         | Được phép | Được phép | Được phép                                                             | Được phép                                                                |
| Latvia         | Được phép | Không được phép | Không được phép                                                       | Không được phép                                                          |
| Liechtenstein  | Được phép | Không được phép | Không được phép                                                       | Không được phép                                                          |
| Litva          | Không được phép (chỉ trong một số trường hợp đặc biệt)                                                                                        | Không được phép | Không được phép                                                       | Không được phép                                                          |
| Luxembourg     | Được phép | Được phép | Được phép                                                             | Được phép                                                                |
| Malta          | Được phép | Được phép | Được phép                                                             | Được phép                                                                |
| Monaco         | Không được phép | Không được phép | Không được phép                                                       | Không được phép                                                          |
| Hà Lan         | Được phép | Được phép | Được phép                                                             | Được phép                                                                |
| Na Uy          | Được phép | Được phép | Được phép                                                             | Được phép                                                                |
| Ba Lan         | Được phép | Không được phép | Không được phép                                                       | Không được phép                                                          |
| Bồ Đào Nha     | Được phép | Được phép | Được phép                                                             | Được phép                                                                |
| Romania        | Không được phép | Không được phép | Không được phép                                                       | Không được phép                                                          |
| San Marino     | Được phép | Không được phép | Được phép                                                             | Không được phép                                                          |
| Slovakia       | Được phép | Không được phép | Không được phép                                                       | Không được phép                                                          |
| Slovenia       | Được phép | Không được phép | Được phép                                                             | Không được phép (nhưng các cá nhân có thể nhận nuôi)                     |
| Tây Ban Nha    | Được phép | Được phép | Được phép                                                             | Được phép                                                                |
| Thụy Điển      | Được phép | Được phép | Được phép                                                             | Được phép                                                                |
| Thụy Sĩ        | Được phép | Không được phép | Được phép                                                             | Không được phép                                                          |
| Vương quốc Anh | Được phép | Được phép | Được phép                                                             | Được phép                                                                |

| Quốc gia           | Cá nhân LGBT có thể yêu cầu nhận con nuôi                                                                                     | Cá nhân LGBT có thể yêu cầu nhận con nuôi                    | Bạn tình đồng giới có thể yêu cầu nhận con của người yêu làm con nuôi |
| ------------------ | --- | ------------------------------------------------------------ | --------------------------------------------------------------------- |
| Argentina          | Được phép | Được phép                                                    | Được phép                                                             |
| Belize             | Không được phép | Không được phép                                              | Không được phép                                                       |
| Bermuda            | Được phép | Được phép                                                    | Được phép                                                             |
| Bolivia            | Không được phép | Được phép                                                    | Không được phép                                                       |
| Brasil             | Được phép | Được phép                                                    | Được phép                                                             |
| Chile              | Được phép/Không được phép (Các cặp đồng tính có thể nhận con nuôi, tuy nhiên chỉ một người được công nhận là cha mẹ hợp pháp) | Được phép                                                    | Không được phép                                                       |
| Colombia           | Được phép | Được phép                                                    | Được phép                                                             |
| Costa Rica         | Được phép | Được phép                                                    | Được phép                                                             |
| Cuba               | Không được phép | Không được phép                                              | Không được phép                                                       |
| Cộng hòa Dominican | Không được phép | Không được phép                                              | Không được phép                                                       |
| Ecuador            | Không được phép (lệnh cấm theo hiến pháp)                                                                                     | Được phép                                                    | Không được phép (lệnh cấm theo hiến pháp)                             |
| El Salvador        | Không được phép | Không được phép                                              | Không được phép                                                       |
| Quần đảo Falkland  | Được phép | Được phép                                                    | Được phép                                                             |
| Guyane thuộc Pháp  | Được phép | Được phép                                                    | Được phép                                                             |
| Guatemala          | Không được phép | Không được phép                                              | Không được phép                                                       |
| Guyana             | Không được phép (Quan hệ tình dục đồng giới là bất hợp pháp)                                                                  | Không được phép (Quan hệ tình dục đồng giới là bất hợp pháp) | Không được phép (Quan hệ tình dục đồng giới là bất hợp pháp)          |
| Honduras           | Không được phép (lệnh cấm theo hiến pháp)                                                                                     | Không được phép (lệnh cấm theo hiến pháp)                    | Không được phép (lệnh cấm theo hiến pháp)                             |
| Mexico             | Được phép | Được phép                                                    | Được phép                                                             |
| Nicaragua          | Không được phép | Không được phép                                              | Không được phép                                                       |
| Paraguay           | Không được phép | Được phép                                                    | Không được phép                                                       |
| Peru               | Không được phép | Không được phép                                              | Không được phép                                                       |
| Puerto Rico        | Được phép | Được phép                                                    | Được phép                                                             |
| Suriname           | Không được phép | Không được phép                                              | Không được phép                                                       |
| Uruguay            | Được phép | Được phép                                                    | Được phép                                                             |
| Venezuela          | Không được phép | Không được phép                                              | Không được phép                                                       |